# Parque nacional de Boukornine
El parque Nacional de Boukornine es un parque nacional del norte de Túnez.
Creado el 12 de febrero de 1987 , abarca una superficie de 1.939 hectáreas. Se encuentra en las inmediaciones de la localidad de 
Hammam Lif y a 18 kilómetros de Túnez, la capital del país., y está designado como un parque periurbano. El lugar bordea el litoral norte y constituye el final de al Dorsal tunecina. El Djebel Boukornine tiene una altura máxima de 576 metros en el pico de Bordj Cedria y está formado por afloramientos del calcáreo jurásico, resistentes, plegados y llenos de faldas; en la cumbre son terrenos calcáreos del cretácico menos resistentes en conjunto.
Este parque es el hogar de muchas especies de plantas (casi 525), algunas muy raras en Túnez, como la violeta persa, las orquídeas y  los tulipanes salvajes.
Entre las 25 especies de mamíferos, se pueden encontrar el jabalí, muy expandido, el chacal, el gato montés y el puercoespín. En los acantilados de Djebel anidan un gran número de rapaces y numerosas especies de aves sedantarias y migratorias. En el parque, se pueden encontrar también  algunas especies de reptiles, como camaleones y el lagarto ocelado, la tortuga terrestre y algunas variedades de culebras, la más extendida es la culebra de herradura.
Hace 150 millones de años la región se encontraba bajo el mar y se han encontrado numerosos fósiles marinos. Los cartagineses y romanos dejaron rastros de su presencia como un templo de Baal y otras ruinas antiguas. En la fuente de Aïn Zarga se hace una peregrinación cada primavera. En 1926 Arthure Pellegrin escribió varios poemas inspirados en estas montañas.